# 热诚学堂
热诚学堂位于中国浙江省绍兴市越城区东浦镇锡麟路122号热诚学校（又名东浦镇中心小学），为徐锡麟、陈子英等人于清光绪三十年（1904）创办的新式学堂，其名称取自徐氏所撰对联“有热心人可与共学，具诚意者得入斯堂”。学堂提倡男女同校，除文化课外，专门增设兵式体操课进行军事训练，同时也曾作为光复会活动联络场所。
学堂建筑由坐东向西的门厅、坐北朝南的教育楼及平房两栋组成，其中门厅面阔三间，石库台门上嵌有“热诚学堂”匾额，两侧为徐氏所撰对联，教育楼（今称纪念楼）为西式建筑，面阔八间两层，民国四年（1915）失火后以徐锡麟抚恤金重建，正中两间今辟作纪念堂，陈列徐锡麟生平史料，内悬徐生翁所书“徐锡麟纪念堂”匾额，其北侧有曲尺形小池，为徐锡麟藏枪处。